# Agriades astorica
Agriades astorica är en fjärilsart som beskrevs av Robert Christopher Tytler 1926. Agriades astorica ingår i släktet Agriades och familjen juvelvingar. Inga underarter finns listade i Catalogue of Life.